# 第26回全国中等学校ラグビーフットボール大会
第26回全国中等学校ラグビーフットボール大会（だい26かいぜんこくちゅうとうがっこうラグビーフットボールたいかい）は、1947年（昭和22年）1月に西宮球技場で開催されたラグビー競技大会である。

## 概要
- 戦後初の大会で参加校数が8校になり、開催場所が西宮競技場に変更となった。また同点になった場合は抽選方式から反則数の少ない方が勝ちになる方式に変えた。

## 参加チーム
- 函館市立中学校（北海道）（初出場）
- 秋田県立秋田工業学校（秋田県・実業学校）（6年ぶり13回目）
- 旧制成城高等学校（尋常科）（東京都）（11年ぶり2回目）
- 同志社中学校（京都府）（2大会連続19回目）
- 大阪府立天王寺中学校（大阪府）（3大会連続9回目）
- 兵庫県立第二神戸中学校（兵庫県）（3大会連続8回目）
- 愛媛県立松山中学校（愛媛県）（7年ぶり3回目）
- 福岡県立福岡中学校（福岡県）（4大会連続15回目）

## 試合結果

### 1回戦
- 秋田工0-6 函館市中
- 松山中3-14 神戸二中
- 成城尋0-33 天王寺中
- 同志社中3-36 福岡中

### 準決勝
- 函館市中0-0 神戸二中（反則数で神戸二中が勝ち抜け）
- 天王寺中0-3 福岡中

### 決勝
福岡中が2大会ぶり2回目の優勝を果たした。
- 福岡中 6-0神戸二中